# Zoé Valdés

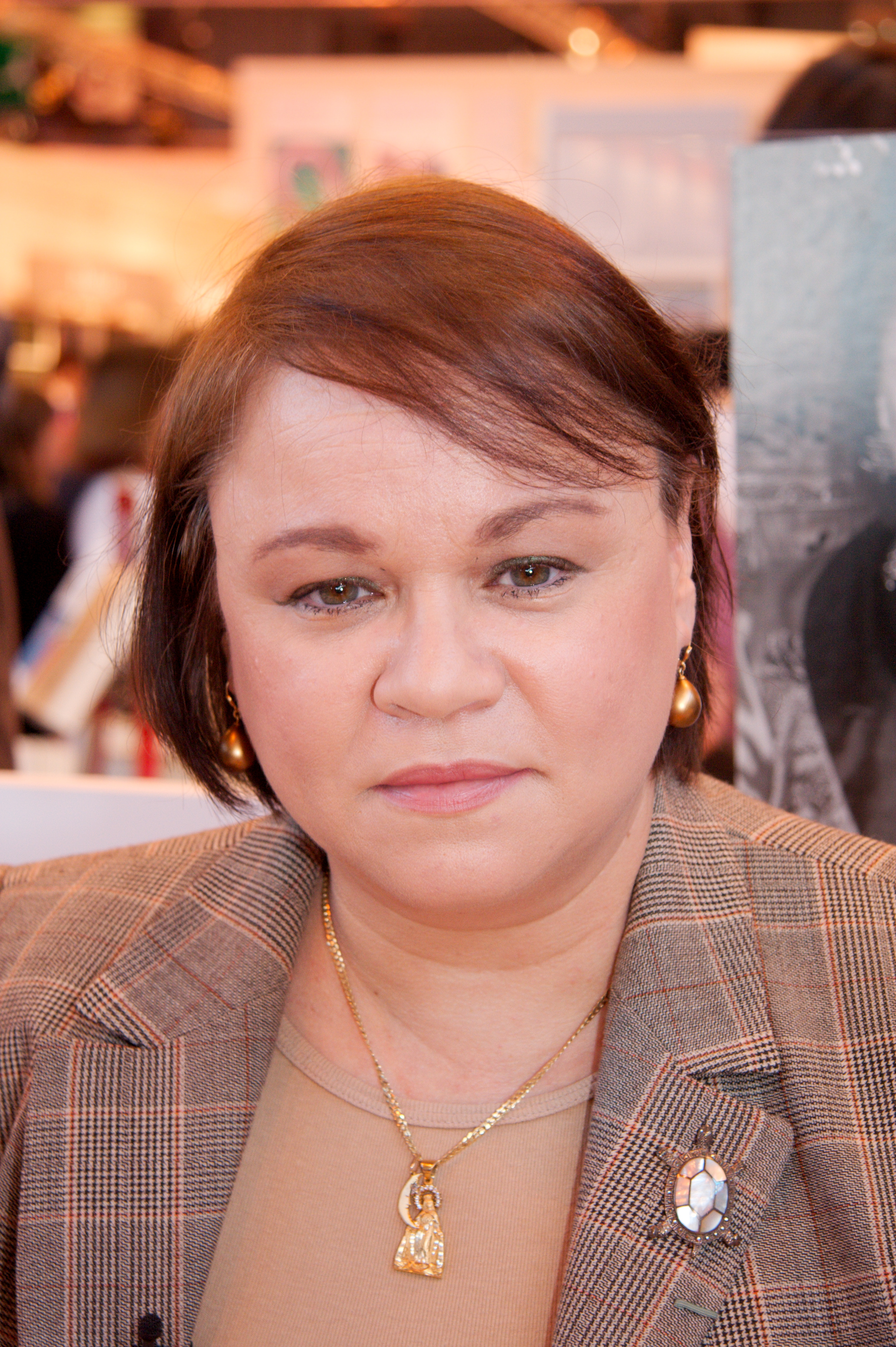
Zoé Valdés

Zoé Valdés (* 2. Mai 1959 in Havanna) ist eine kubanische Schriftstellerin.

## Leben
Valdés studierte am Instituto Superior Pedagógico Enrique José Varona und an der Philologischen Fakultät der Universität Havanna, beides ohne Abschluss. Zwischen 1984 und 1988 war sie Mitglied der kubanischen Delegation bei der UNESCO sowie des Oficina Cultural de la Misión de Cuba in Paris. Danach kehrte sie nach Kuba zurück und arbeitete dort als Schriftstellerin und Drehbuchautorin. Ab 1990 war sie Vizedirektorin der Zeitschrift Cine Cubano. Nach der Veröffentlichung ihres Romans La nada cotidiana im Jahre 1995 in Frankreich, der Empörung bei der Castro-Regierung auslöste, zog sie nach Paris, wo sie seither mit ihrem dritten Ehemann und ihrer Tochter lebt.
Ihre Werke wurden unter anderem ins Englische, Französische, Deutsche, Flämische, Polnische, Portugiesische, Italienische, Serbische, Tschechische und Slowakische übersetzt. Sie ist im Besitz der französischen und spanischen Staatsbürgerschaft.

## Bibliographie
- 1986 Respuestas para vivir (Gedichte), Editorial Letras Cubanas, Habana, Kuba
- 1986 Todo para una sombra (Gedichte), Editorial Taifa,
- 1993 Sangre azul (Roman), Editorial Letras Cubanas, Habana und Emecé Ed., Barcelona 1996, ISBN 84-7888-297-9
- 1995 La hija del embajador (Roman), Ediciones Bitzoc
- 1995 La nada cotidiana (Roman), Editorial Actes-Sud, París
  - deutsch: Das tägliche Nichts, übersetzt von Klaus Laabs, Ammann, Zürich 1996,  ISBN 978-3442722631
- 1996 Vagón para fumadores (Gedichte), Lumen
- 1996 Cólera de ángeles (Roman), Ediciones Textuel
- 1996 Te di la vida entera (Roman), Editorial Planeta
  - deutsch: Dir gehört mein Leben, übersetzt von Susanne Lange, Goldmann, München 1999,  ISBN 978-3442723973
- 1997 Los poemas de la Habana (Gedichte), Editorial Antoine Soriano
- 1997 Café Nostalgia  (Roman), Editorial Planeta, Barcelona
  - deutsch: Café Cuba, übersetzt von Klaus Laabs, Goldmann, München 2006, ISBN 978-3442734283
- 1998 Traficantes de belleza (Erzählungen), Editorial Planeta, Barcelona, Spanien, ISBN 978-8408025443
- 1999 Cuerdas para el lince (Gedichte), Lumen, Barcelona, Spanien
- 1999 Los aretes de la luna (Kinderbuch), Everest, León, Spanien
- 1999 Querido primer novio(Roman), Editorial Planeta, Barcelona
  - deutsch: Geliebte erste Liebe, übersetzt von Peter Schwaar, Goldmann, München 2003, ISBN 978-3442730582
- 2000 El pie de mi padre (Roman), Editorial Gallimard, Frankreich
- 2001 Milagro en Miami (Roman), Editorial Planeta, Barcelona, Spanien
- 2003 Lobas de mar (Roman), Editorial Planeta, Barcelona, Spanien ISBN 978-8408047957
- 2004 La eternidad del instante (Roman), Editorial Plaza & Janés, Barcelona, Spanien
- 2004 Los misterios de La Habana, Editorial Planeta, Barcelona, Spanien, ISBN 978-8408055075
- 2006 Bailar con la vida (Roman), Editorial Planeta, Barcelona, Spanien ISBN 978-8408066712
- 2007 La cazadora de astros (Roman), Editorial Plaza & Janés, Barcelona, Spanien
- 2008 La ficción Fidel (Essay), Editorial  Planeta, Barcelona, Spanien
- 2010 El todo cotidiano (Roman), Editorial Planeta, Barcelona, Spanien, ISBN 978-8408094791

## Preise
- 1982: Premio de Poesía Roque Dalton y Jaime Suárez Quemain.
- 1995: Premio de Novela Breve Juan March Cencillo.
- 1996: Finalistin des Premio Planeta mit Te di la vida entera.
- 1997: LiBeraturpreis mit Das tägliche Nichts.
- 1999: Chevalier des Arts et des Lettres.
- 2004: Premio Torrevieja mit La eternidad del instante.
- 2012: Grande Médaille de Vermeil der Stadt Paris für ihr Lebenswerk und ihr Eintreten für die Menschenrechte.
- 2019: Premio Jaén de novela für La Casa del Placer.[2]